# 佩爾·阿爾賓·漢松
佩爾·阿爾賓·漢松（瑞典語：Per Albin Hansson，1885年10月28日—1946年10月6日），瑞典政治家。从1925年起任瑞典社会民主党主席。1932年—1946年间4次担任瑞典首相。领导国家摆脱20世纪30年代初的经济萧条，倡议重大的社会福利立法。二战期间，瑞典保持中立政策，他主持了一个联合政府，包括瑞典国会所有主要政党在内。他创建的“瑞典模式”，到目前为止基本上仍完好无损，包括严格的中立政策，通过议会立法建立国家福利，改革社会主义而非马克思主义国有化的生产手段。战后继续担任瑞典首相，组成一个社会民主党的多数内阁，1946年10月6日深夜在下班回家的路上因心脏病发作去世。

## 生平
汉森出生于瑞典斯科讷省库拉达尔（Kulladal），他是店员出身，未受过正式教育。1903年参与创建瑞典社会民主青年联盟，担任联盟所办《前进》周报的编辑。1908年-1909年担任青年联盟主席。在此期间，瑞典保守派首相阿尔维德·林德曼逐渐制定普选和比例代表制。1917年汉森接替亚尔马·布兰廷任社会民主党机关刊物《社会民主党人》（Social-Demokraten）主编，1918年当选议会议员，一贯主张裁减装备，1920年他被任命为社会民主党的第一届内阁的国防大臣，后连续担任亚尔马·布兰廷和理卡德·桑德勒政府的国防大臣。1925年布兰廷去世，阿尔宾·汉森担任社会民主党主席，领导党员为大量削减军费尔斗争，但主张拨款建造新战舰。1927年任瑞典国会议长，1928年和1932年反对社会民主党的全面裁军计划。
1932年卡尔·古斯塔夫·埃克曼政府因腐败丑闻晚垮台后，社会民主党获得了拥有104个席位和41,7%的选民支持。1932年9月24日，社会民主党与农民联盟达成协议联合组建内阁，汉森出任首相，使政府的反经济衰退方案得以实施。他的政府兴建公共工程，志愿农业，扩大财政收入，实施失业保险，规定养老金制度。到1936年，工资已经达到经济衰退前的水平，30年代末，失业率大大下降。1936年6月汉森辞职，农民联盟主席阿克塞尔·皮尔松-布拉姆斯托普组成一个三个月的“假日内阁”，9月大选后，经过进一步谈判，社会民主党与农民联盟再次组成联合政府，汉森任首相，皮尔松-布拉姆斯托普任农业大臣，汉森支持扩大瑞典防务，拒绝德国提出的互不侵犯条约，并在斯坎的纳维亚国家之间实行安全合作协定。内阁持续到1939年。
1939年德国与苏联入侵波兰后，汉森宣布严格的中立政策和呼吁成立一个广泛涉及所有主要政党的联合政府，12月组成除了亲斯大林主义的共产党及社会党的纳粹分子分裂派系的联合政府。这个政府在第二次世界大战期间执政，保持了瑞典的中立，1945年大战结束时，汉森组成社会民主党政府，次年去世。

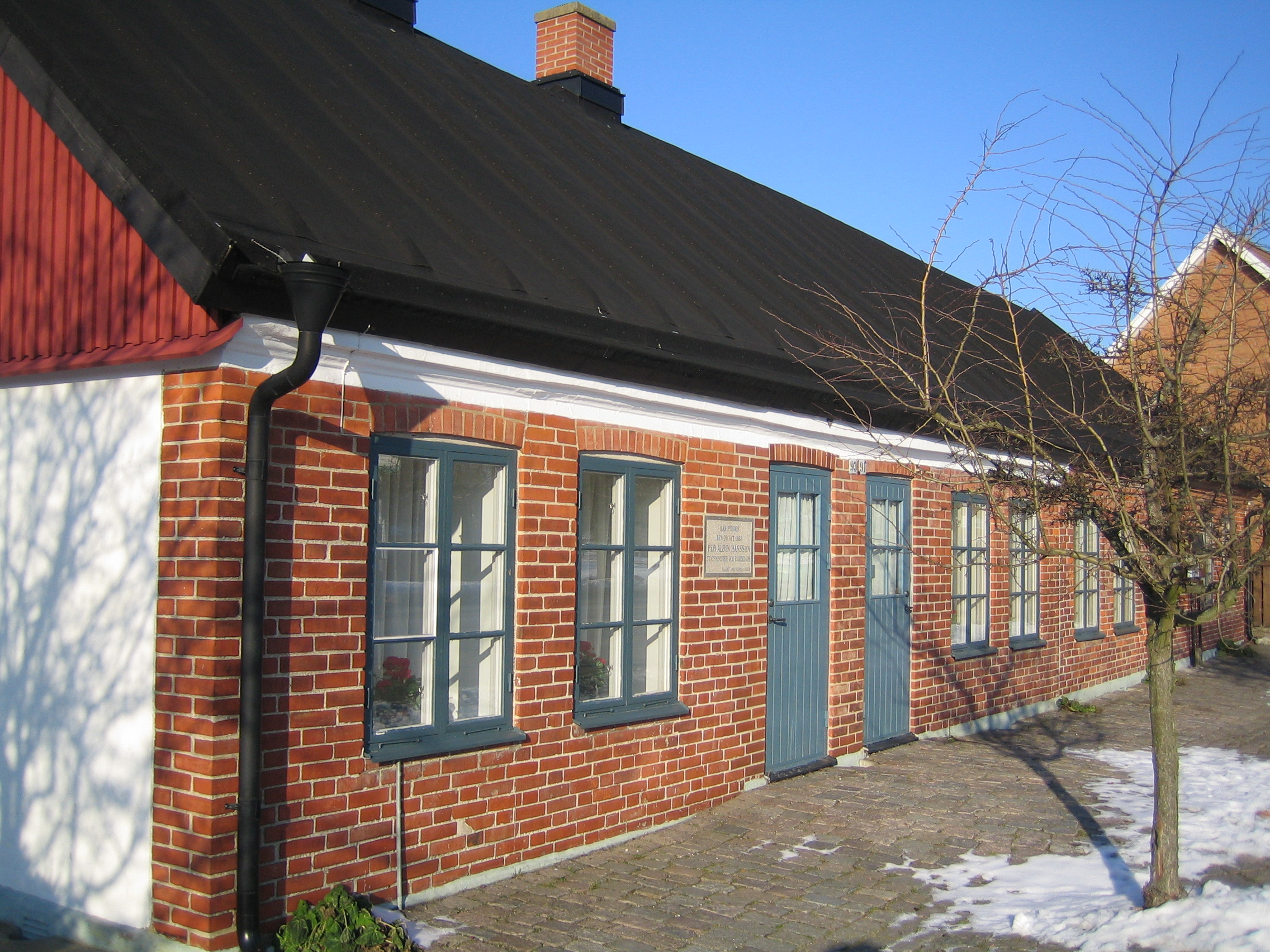
阿尔宾·汉森的出生地
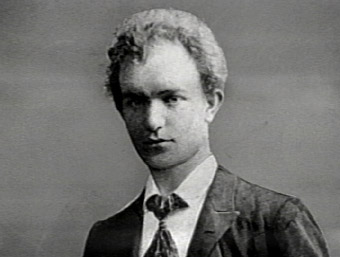
阿尔宾·汉森青年时
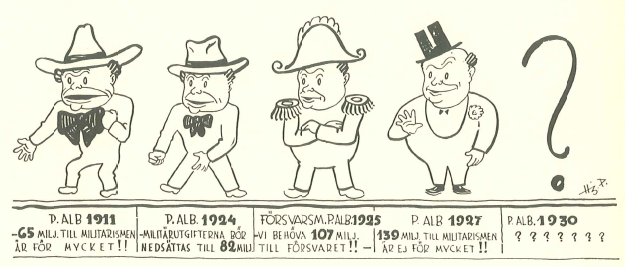
共产党对尔宾·汉森的讽刺画，描绘他从反军国主义独裁到国防大臣的转变
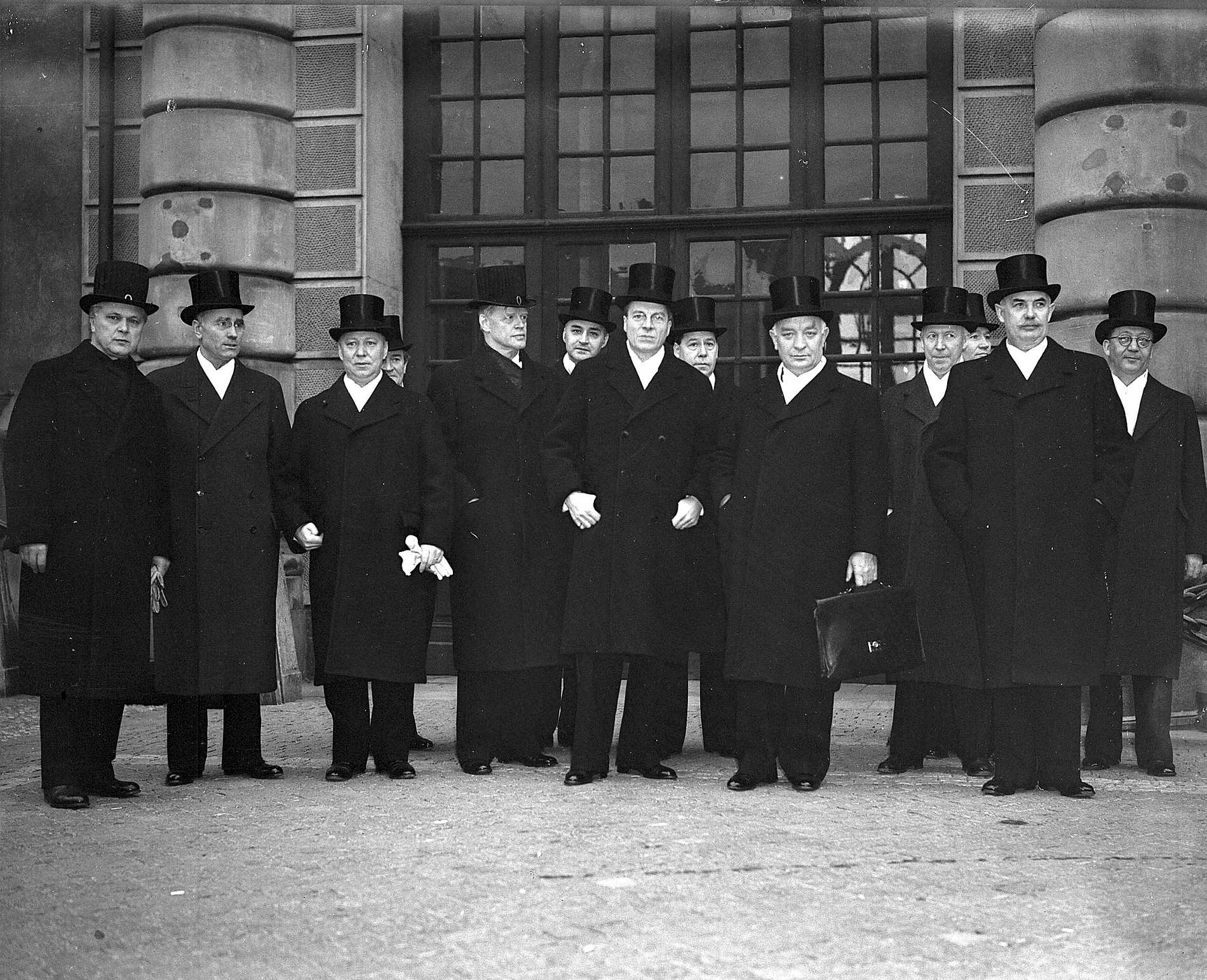
新任命的瑞典内阁，聚集在斯德哥尔摩皇家宫殿外，1939年12月13日。